# Белья-Виста (департамент)
Департамент Белья-Виста  (исп. Departamento de Bella Vista) — департамент в Аргентине в составе провинции Корриентес.
Территория — 1695 км². Население — 37181 человек. Плотность населения — 21,90 чел./км².
Административный центр — Белья-Виста.

## География
Департамент расположен на западе провинции Корриентес.
Департамент граничит: 
- на северо-востоке — с департаментом Саладас
- на юго-востоке — с департаментом Сан-Роке
- на юге — с департаментом Лавалье
- на западе — с провинцией Санта-Фе

## Административное деление
Департамент включает 1 муниципалитет:
- Белья-Виста

## Важнейшие населенные пункты[3]
| № | Населённый пункт | Населённый пункт (исп.) | Категория | Население чел. (2010) | На карте                        |
| - | ---------------- | ----------------------- | --------- | --------------------- | ------------------------------- |
| 1 | Белья-Виста      | Bella Vista             | город     | 29071                 | 28°30′45″ ю. ш. 59°02′30″ з. д. |
| 2 | Трес-де-Абриль   | Tres de Abril           | поселок   | н/д                   | 28°25′41″ ю. ш. 58°57′03″ з. д. |